# كاستلمتسانو
كاستلمتسانو (بالإيطالية: Castelmezzano)‏ هي بلدية في مقاطعة بوتنسا في إقليم بازيليكاتا الإيطالي.

## السكان
في سنة 1861 بلغ عدد السكان 2٬033 نسمة، وتطور العدد ليصل في سنة 2011 لـ 852 نسمة.
يظهر هذا المخطط البياني تطور النمو السكاني لـ كاستلمتسانو